# Vinabayesius digitiger
Espèce
Synonymes
- Schizomus digitiger Dumitresco, 1977
- Rowlandius digitiger (Dumitresco, 1977)

Vinabayesius digitiger est une espèce de schizomides de la famille des Hubbardiidae.

## Distribution
Cette espèce est endémique de Cuba. Elle se rencontre dans les provinces de Camagüey et de Las Tunas dans le sierra del Chorrillo.

## Description
Les mâles mesurent de 2,9 à 4,1 mm et les femelles de 3,4 à 3,9 mm.

## Systématique et taxinomie
Cette espèce a été décrite sous le protonyme Schizomus digitiger par Dumitresco en 1977. Elle est placée dans le genre Rowlandius par Reddell et Cokendolpher en 1995 puis dans le genre Vinabayesius par Teruel et Rodríguez-Cabrera en 2021.

## Publication originale
- Dumitresco, 1977 : « Autres nouvelles espèces du genre Schizomus des grottes de Cuba. » Résultats des expéditions biospeologiques cubano-roumaines à Cuba, Editura Academiei Republicii Socialiste România, Bucaresti, vol. 2, p. 147-158.